# In vitro

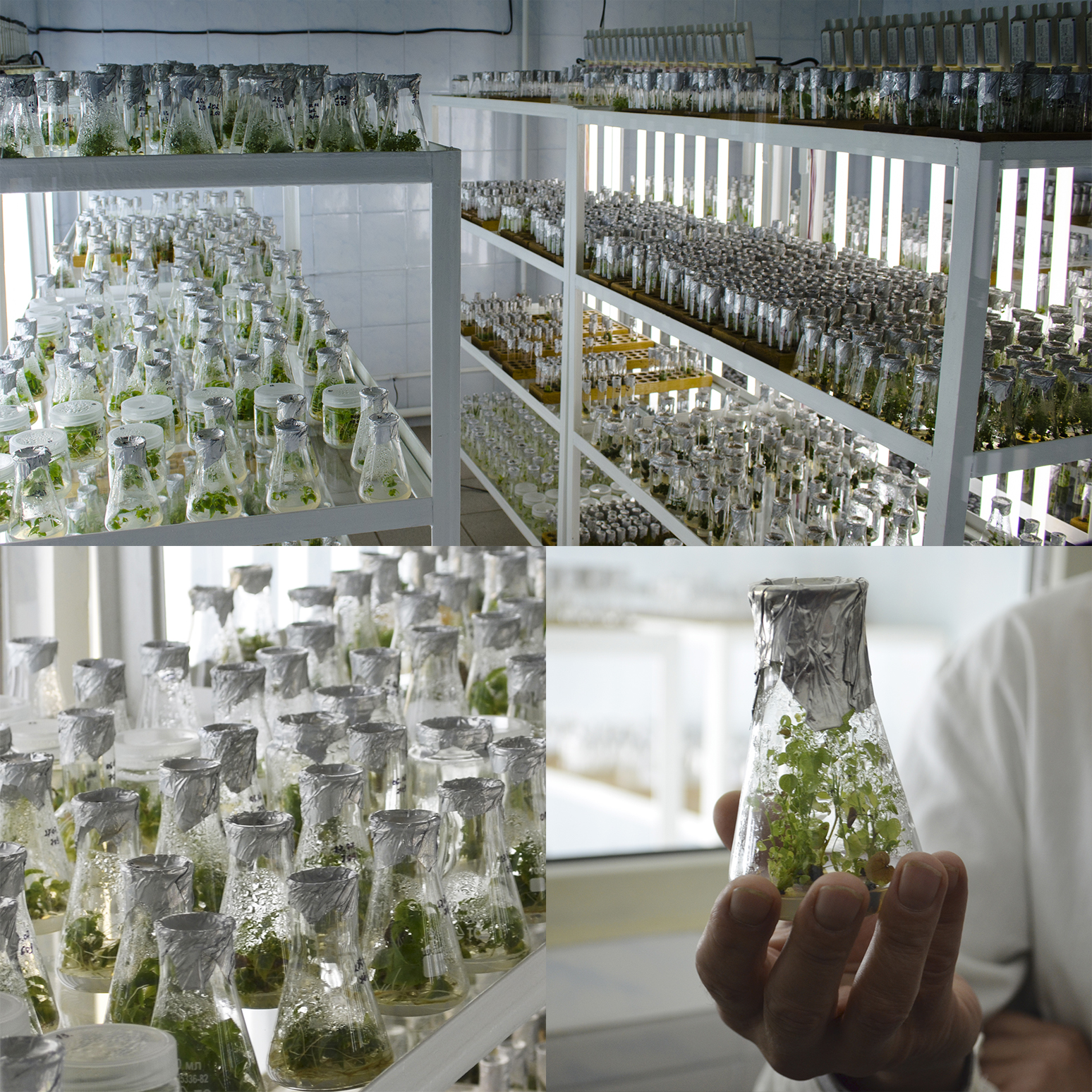
Plantas clonadas in vitro

In vitro (latín: ‘en vidrio’) se refiere a una técnica para realizar un determinado experimento en un tubo de ensayo, o generalmente en un ambiente controlado fuera de un organismo vivo. La fecundación in vitro es un ejemplo ampliamente conocido.

## Investigaciónin vitro
Muchos experimentos en biología celular son llevados a cabo fuera del organismo, en las células. Porque las condiciones pueden a veces no corresponder a las condiciones dentro del organismo, los experimentos in vitro producen resultados exactos. Consecuentemente, tales resultados experimentales son a menudo denominados in vitro, para distinguirlos de los experimentos in vivo, en los que los tejidos estudiados permanecen dentro del organismo en el que normalmente se encuentran.
Este tipo de investigación apunta a describir los efectos de una variable experimental en un subconjunto de las partes constitutivas de un organismo. Tiende a enfocarse en órganos, tejidos, células, componentes celulares, proteínas y/o biomoléculas. Sobre todo, es más apropiada para deducir un mecanismo de acción. Con menos variables y reacciones amplificadas, los resultados son generalmente más discernibles.